# Браччьоли, Грацио
Грацио Браччьоли (итал. Grazio Braccioli, 1682—1752) — итальянский правовед, поэт и либреттист. Родился в Ферраре, написал 9 либретто для опер в театре Сант-Анджело в Венеции между 1711 и 1715. Среди них были либретто для опер Вивальди «Неистовый Роланд» и «Роланд, мнимый безумец».
Доктор гражданского и канонического права, он читал лекции в университете Феррары. Он был также членом Академии дельи Аркади, для которой он писал под псевдонимом «Nigello Preteo».